# Resomator
Resomator ® é o nome comercial registrado de uma técnica americana de liquefação de cadáveres. Baseia-se no processo de cozimento sob pressão do corpo em solução de hidróxido de potássio.